# Ресторанчић Залогајчић
Ресторанчић Залогајчић је српска дечја едукативна серија, намењен деци, али и свима који желе да науче нешто о кувању, здравим навикама, лепим манирима и виде прегршт креативних решења на разне теме и за разне прилике!                                                                                                                         

## Улоге
| Глумац           | Улога             |
| ---------------- | ----------------- |
| Осман Ахмед      | Маестро Загорелић |
| Александра Цуцић | Празилук Васа     |
| Лако Николић     | Кувар Лале        |
| Милан Антонић    | Кувар Сале        |
| Марко Марковић   | Кувар Гале        |